# Kurt Rudolf Mirow
Kurt Rudolf Mirow (* por volta de 1936 ; † 20. Setembro de 1992 ) foi um empresário industrial e escritor teuto-brasileiro.
Bisneto de Georg Hermann Stoltz, cuja empresa foi dissolvida durante a Segunda Guerra Mundial, fundou em 1957 a empresa Codima, Maquinas e Acessórios para fabricar motores elétricos e transformadores. Eles foram incapazes de lidar com a competição emergente dos "cartéis", termo atribuído por Kurt a corporações estrangeiras.
Em meados da década de 1980, ele foi consultor de gestão e, em 1986, apresentou mais de 1000 inscrições ao Grupo de Trabalho de Colônia sobre Associações de Pesquisa Industrial (AIF).
Kurt Rudolf Mirow sofreu um acidente fatal no dia 20 de Setembro de 1992 como pedestre no trânsito em Bali (Indonésia). 
Foi conhecido pelo ativismo industrial em prol das indústrias brasileiras, e assíduo critico da vinda de indústrias estrangeiras, no livro A Ditadura dos Cartéis, indaga que a vinda dessas grandes corporações estrangeiras afetaram o livre progresso e desenvolvimento da economia brasileira com manobras de concorrência brutais com indústrias nativas.
- Ditadura dos cartéis. Civilização Brasileira. (1980)

- Loucura Nuclear

## Evidência individual
1. ↑  {http://www.oexplorador.com.br/kurt-rudolf-mirow-empresario-ganhou-notoriedade-ao-ser-enquadrado-na-lei-de-seguranca-nacional/}
2. ↑  {MIROW, Kurt Rudolf. A Ditadura dos Cartéis. 1980. Civilização Brasileira.}